# 馬蒂夫
50°28′55″N 24°32′22″E / 50.48194°N 24.53944°E
馬蒂夫（羅馬化：Mativ）是烏克蘭西部利維夫州舍普季茨基區索卡利市鎮的村莊。該村面積1.06平方公里，海拔高度218米，2001年人口231，人口密度每平方公里217.92人。